# III департамент МВД ПНР
III департамент МВД ПНР (пол. Departament III Ministerstwa Spraw Wewnętrznych) — структурное подразделение Службы безопасности Министерства внутренних дел ПНР в 1956—1990. Занимался «борьбой с антигосударственной и антисоциалистической деятельностью» — подавлением политической оппозиции режиму ПОРП. Являлся инструментом политических репрессий. Играл видную роль в периоды политических кризисов — студенческих выступлений и антисемитской кампании 1968, рабочих протестов 1970—1971, забастовок 1976, противостояния с профсоюзом Солидарность в 1980-е. В ходе радикальных политических перемен 1989 переименован в Департамент охраны конституционного порядка государства. Расформирован вместе со всей СБ в июле 1990.

## Структура
В ноябре 1956 руководство ПОРП во главе с Владиславом Гомулкой провело очередную реформу правоохраны и госбезопасности. Новое положение утвердил сейм ПНР. 28 ноября 1956 органы госбезопасности и гражданской милиции объединялись в структуре Министерства внутренних дел. Учреждалась Служба безопасности МВД (SB MSW, СБ). Этот орган являлся функциональным и политическим преемником прежних RBP, MBP, KdsBP — но являлся не самостоятельным ведомством, а подразделением министерства. (В таком статусе состоял один из признаков польской десталинизации.)
Центральный аппарат СБ МВД ПНР включал более двадцати структурных подразделений. Особое место среди них занимал III департамент — собственно политический, «по борьбе с антигосударственной деятельностью». Организационную и кадровую основу составили III, IV, V, VI департаменты бывшего KdsBP (борьба с подпольем, защита экономики, охрана транспорта, контроль за церковью).
29 ноября 1956 министр внутренних дел ПНР Владислав Виха издал приказ об учреждении III департамента. Структура включала шесть отделов:
- 1 отдел — аналитика положения в стране и подготовка инструктивных циркуляров
- 2 отдел — борьба с антикоммунистическим повстанчеством, терроризмом, нелегальными политическими организациями, нелояльными проявлениями национальных меньшинств
- 3 отдел — борьба с «идеологическими диверсиями», западной радиопропагандой, ревизионизмом и сионизмом
- 4 отдел — наблюдение за интеллигенцией, молодёжью, научными и культурными кругами, учреждениями образования и здравоохранения
- 5 отдел — контроль за церковью, прежде всего Костёлом
- 6 отдел — контроль над экономическими структурами

Построение департамента неоднократно менялось, подразделения создавались либо отчленялись. Несколько раз производились масштабные реорганизации. В 1957—1965 действовал общий отдел с координационными функциями, в 1964—1965 — отдельная спецгруппа, в 1967—1972 — инспекционный отдел. В 1962 5 отдел был преобразован в самостоятельный IV департамент — «по борьбе с антигосударственной деятельностью церкви и религиозных объединений». В 1972 из 6 отдела были выделены отделы 5 (по сельскому хозяйству, лёгкой промышленности и торговле) и 7 (по финансам, плановым органам, транспорту и связи); в ведении 6 отдела осталась тяжёлая промышленность. С 1979 три экономических отдела были объединены в Департамент IIIA, с 1981 — V департамент СБ МВД.
По итогам нескольких реорганизаций и систематизаций к 1989 III департамент включал двенадцать отделов:
- 1 отдел — анализ оперативной информации, отслеживание «реакционного подполья» и «связей с зарубежными враждебными центрами»
- 2 отдел — борьба с нелегальными политическими организациями и «идеологическими диверсиями»
- 3 отдел — контроль над академическими кругами, учреждениями образования и науки, официальными профсоюзами, студенческой и школьной средой
- 4 отдел — контроль над интеллигенцией, учреждениями культуры, творческими союзами
- 5 отдел — наблюдение за легальными политическими организациями, аффилированными с ПОРП, и национальными меньшинствами
- 6 отдел — контроль над телевидением и радио
- 7 отдел — контроль над печатными СМИ
- 8 отдел — материально-техническое обеспечение, оперативная охрана высшего партийно-государственного руководства
- 9 отдел — контроль над учреждениями здравоохранения, социального обеспечения, физкультуры, спорта и туризма, юстицией и адвокатурой
- 10 отдел — контроль над полиграфическими предприятиями, пресечение нелегальных изданий
- 11 отдел — антитеррористический
- 12 отдел — ситуационный контроль в аппарате ПОРП, объединении «Грюнвальд», подавление ортодоксальной Компартии Польши, борьба с масонством; координация с другими департаментами МВД, взаимодействие со спецслужбами других государств Варшавского договора

Между отделами регулярно возникали функциональные пересечения и «обмены». Внутри департамента происходила внутренняя борьба за расширение сферы ведения, полномочия и прерогативы. Почву для этого создавало объективное сходства задач — например, 3 и 4, 6 и 7 отделов. Шла также служебная конкуренция с другими департаментами, особенно созданными на базе III—IV (среда верующих и духовенства была в значительной степени оппозиционна политически) и III"A"/V (антирежимное рабочее движение). Регулярные служебные перемещения между департаментами, по-своему свидетельствовали об общности задач. В то же время аппарат СБ МВД был заинтересован в структурном расширении.
С ноября 1981 министр внутренних дел ПНР генерал брони Чеслав Кищак начал очередную реформу МВД. В целях повышения управляемости была проведена централизация и укрупнение, созданы несколько профильных служб. Департаменты III, IV, V, VI (по сельскому хозяйству), Исследовательское бюро, промышленная инспекция составили министерскую Службу безопасности.
К осени 1989 штатный состав центрального аппарата III департамента составлял 217 человек. Отделения III департамента были созданы во всех комендатурах милиции при региональных управлениях СБ, с 1983 — во всех управлениях внутренних дел.

## Руководство
В руководящий состав III департамента входили начальник (директор), его заместители, начальники отделов, члены бюро парторганизации ПОРП. Пост начальника (директора) занимали:
- 1956—1963 — полковник Збигнев Пашковский
- 1963—1965 — полковник Станислав Филипяк
- 1965—1971 — полковник Генрик Пентек
- 1971—1973 — полковник Станислав Моравский
- 1973—1980 — генерал бригады Адам Кшиштопорский
- 1980—1982 — полковник Генрик Вальчиньский
- 1982—1986 — генерал бригады Генрик Данковский
- 1987—1990 — генерал бригады Кшиштоф Майхровский
- май — июль 1990 — полковник Збигнев Ключиньский в качестве и. о.

В 1980—1981 Адам Кшиштопорский был заместителем министра внутренних дел Мирослава Милевского. В 1986—1989 Генрик Данковский был начальником СБ, в 1989—1990 в звании генерала дивизии — заместителем министра Кищака.
Среди заместителей начальника и начальников отделов III департамента в разное время побывали такие видные деятели карательного аппарата, как генерал дивизии Владислав Цястонь (в 1981—1986 начальник СБ), генерал бригады Тадеуш Валихновский (в 1980—1990 комендант Академии внутренних дел), генерал бригады Стефан Стохай (в 1983—1990 начальник службы оперативного обеспечения СБ), генерал бригады Тадеуш Щигел (в 1985—1989 начальник IV департамента СБ), полковник Станислав Пшановский (в 1976—1983 заместитель по СБ столичного коменданта милиции и начальника УВД).

## Деятельность
В задачах III департамента СБ говорилось о борьбе не только с антигосударственными, но и с антисоциалистическими силами. Это означало идеологическую мотивацию, подавление политической оппозиции, охрану строя «реального социализма» и монопольной власти правящей компартии ПОРП. Данные функции оставались неизменны на протяжении трети века.
11 декабря 1956 полковник Пашковский изложил своё видение в рапорте на имя министра внутренних дел. Он особо выделил борьбу с «политическим бандитизмом в деревне» (AK, NSZ, WiN) и сторонниками Станислава Миколайчика, с реваншизмом немецкого населения возвращённых земель, контроль над студенчеством и духовенством. Министр Виха завизировал рапорт и одобрил предложения Пашковского. 15 июня 1979, в другой исторический период, министр внутренних дел Станислав Ковальчик требовал от департамента «выявлять и пресекать антисоциалистическую и антигосударственную деятельность» в самом широком спектре — от проникновения иностранных спецслужб до бытовой оппозиционности.
Борьба с вооружёнными повстанцами перестала быть актуальной уже в первые годы правления Владислава Гомулки. Однако оперативники СБ, в том числе III департамента, вместе с милицией и ЗОМО участвовали в подавлении уличных протестов (например, в Варшаве 1957). Выявлялись и ликвидировались подпольные антикоммунистические группы (хотя крупнейшая из них — организация Ruch — несмотря на светский характер, оказалась в ведении IV департамента).
Во время студенческих волнений и антисемитской кампании 1968 полковник Пентек активно поддерживал национал-коммунистическую «фракцию партизан» Мечислава Мочара. В декабре 1970 Пентек предлагал подавить рабочие протесты на Балтийском побережье силами опергрупп III департамента. Предложение был отклонено из-за масштаба выступлений. Против протестующих были брошены ЗОМО и армейские части.
При правлении Эдварда Герека III департамент продолжал борьбу против диссидентских организаций — КОС-КОР, ROPCiO, KPN, Свободных профсоюзов Побережья. Генерал Кшиштопорский был сторонником «интеллектуальных методов спецопераций». В соответствии с установками «эры Герека» он старался избегать масштабных репрессий, предпочитая выборочное давление, манипуляции, инсинуации, многоэтапные оперативные игры, переплетённые с партийными интригами. Основное внимание он уделял диссидентской интеллигенции. Создавались специальные опергруппы соответствующего профиля. Но при этом Кшиштопорский подчёркивал и опасность, исходившую от нелегальных профсоюзов. Впоследствии стратегия Кшиштопорского не раз подвергалась критике: немногочисленные диссидентские группы развились в многомиллионное движение.
С августа 1980 III департамент, как и СБ в целом, стал ударным отрядом «партийного бетона». Полковник Вальчиньский и его подчинённые были непримиримыми врагами профсоюза Солидарность. III департамент сделался ключевым и самым многочисленным подразделением СБ. (Повысилось также значение департамента III"A", контролировавшего промышленные предприятия. Начальником III"А" являлся генерал Цястонь, до того заместитель Кшиштопорского в III департаменте), с ноября 1981 — начальник СБ МВД. Отделения III департамента в различных воеводствах и городах Польши генерировали жёсткий курс милицейских комендатур, организовывали конфронтацию с «Солидарностью»; в частности, приняли деятельное участие в Быдгощской провокации. Вальчиньский активно содействовал лоялистским организациям «бетона» — национал-коммунистическому объединению «Грюнавльд» и Ассоциации «Реальность». В сфере ведения департаментов III и III"A" находились «дезинтеграционные мероприятия» в руководстве «Солидарности». 
При правлении Войцеха Ярузельского отношения аппарата СБ и в частности III департамента с высшим партийно-государственным руководством были довольно сложными. Генерал Ярузельский не вполне доверял МВД и предпочитал опираться на военных - как на генерала Кищака, бывшего начальника армейской контрразведки. Кищак же, сменивший Милевского во главе МВД, временами считал позицию Вальчиньского чрезмерно конфронтационной. Также министр был недоволен распространением в департаменте пьянства и алкоголизма и пытался вести борьбу с этими явлениями. 
В период военного положения оперативники III департамента задерживали, интернировали и арестовывали активистов «Солидарности», участвовали в подавлении майских и августовских уличных протестов. Они выявляли и принимали меры к ликвидации подпольных ячеек «Солидарности», организаций типа варшавских GOS, щецинского ARO, Борющейся Солидарности. После отмены военного положения III департамент генерала Данковского продолжал спецоперации против подполья, аресты лидеров и активистов. С 1986 Данковский стоял во главе СБ. Его происхождение из военной контрразведки, давние связи с Кищаком, сгладили прежние служебные противоречия. Однако ликвидировать независимое профдвижение и оппозиционные группы не удалось.
В 1988 III департамент под руководством генерала Майхровского принимал меры оперативного противодействия новой волне забастовочного движения. На последнем этапе органы госбезопасности, включая III департамент, вновь активно участвовали во внутренней борьбе руководства ПОРП. Так, в разработке III департамента находился член правительства и будущий президент Польши Александр Квасьневский (впоследствии Кищак опровергал, что указание исходило от него, а Ярузельский осуждал противоправные действия СБ).

## Упразднение
После Круглого стола и победы оппозиции на альтернативных выборах правительство возглавил представитель «Солидарности» Тадеуш Мазовецкий. Генерал Кищак ещё около года оставался министром внутренних дел. 1 сентября 1989 III департамент СБ МВД был переименован в Департамент защиты конституционного порядка государства. При этом на службе сохранялись прежние кадры под началом генерала Майхровского. Основной деятельностью стало уничтожение оперативной и архивной документации. 3 апреля 1990 Майхровский вышел в отставку, 1 мая его сменил на руководстве департаментом полковник Збигнев Ключиньский в качестве исполняющего обязанности.
Прежняя СБ могла существовать только в контексте коммунистического государства. Отстранение от власти ПОРП и преобразование ПНР в Третью Речь Посполитую исключало сохранение этой структуры. 6 июля 1990 ушёл в отставку Кищак. Новым министром внутренних дел Польши стал представитель «Солидарности» Кшиштоф Козловский. 31 июля 1990 СБ была расформирована. Функции обеспечения государственной безопасности перешли к новому Управлению охраны государства. 
Бывшие функционеры III департамента подпадают под действие люстрационного законодательства. Из известных функционеров был привлечён к уголовной ответственности и в 2018 осуждён Владислав Цястонь. Дело в отношении Генрика Пентека прекращено по возрасту и состоянию здоровья обвиняемого (в то время, как Цястонь был приговорён к двум годам домашнего ареста в возрасте 93 лет) Генрик Данковский и Адам Кшиштопорский внесены в список подозреваемых Института национальной памяти. Генрик Вальчиньский на пенсии выступал с резкими антикоммунистическими высказываниями. Кшиштоф Майхровский в 2000 покончил с собой.